# Barrio Punto Fijo II
Punto Fijo II es uno de los sectores que conforman la ciudad de Cabimas en el estado Zulia (Venezuela). Pertenece a la parroquia Jorge Hernández.

## Ubicación
Punto Fijo II se encuentra entre los sectores Punto Fijo I y  Los Nísperos al norte (carretera K), terrenos baldíos y un antiguo basurero al este llamado el cerrito, barrio La Pastora al suroeste y barrio Raúl Osorio Lazo al sur (calle San Mateo) y Barrio Nuevo y al oeste calle churuguara (Av 41).

## Zona Residencial
Recibe su nombre de los inmigrantes falconianos que llegaron a Cabimas con motivo de la industria petrolera, de poblaciones como Punto Fijo. Es un sector de casas con grandes patios y algunas instalaciones industriales.

## Transporte
La línea Nueva Cabimas en su ruta Nueva Rosa sale de la parada de la Nueva Cabimas en la Av. 34 con calle San Mateo siguiendo por esta última pasa por el CDI Nueva Cabimas cruza hacia una variante de la calle Churuguara hasta la carretera K sigue esta hasta la Av 42 en la intersección llamada (la esquina del Gocho Luis) y se desvía hacia la Av 42 para el barrio Punto Fijo I .

## Sitios de referencia
- EB Don Rómulo Gallegos.